# حقوق حیوانات
حقوق جانوران یا حقوق حیوانات بخشی از موضوع حقوق است که به‌طور ویژه هم به حقوق جانوران وحشی و هم به حقوق جانوران اهلی می‌پردازد. حامیان حقوق حیوانات بر این باورند که ایجاد درد و رنج برای جانوران نادرست است و جانوران نباید خورده شوند، در باغ وحش‌ها و پناهگاه‌ها و دولفیناریوم‌ها و سیرک‌ها و مراکز آزمایشگاهی اسیر و زندانی باشند و نباید در تحقیقات دردناک یا هر نوع تحقیقات دیگری از آن‌ها استفاده شود و نباید برای توسعهٔ زندگی انسان‌ها به محیط زندگی آنان تجاوز شود.
آن‌ها معتقدند که جانوران دارای حقوق قانونی و اخلاقی معینی هستند که شامل حق آسیب و آزار ندیدن نیز می‌گردد.

## از دیدگاه اخلاق

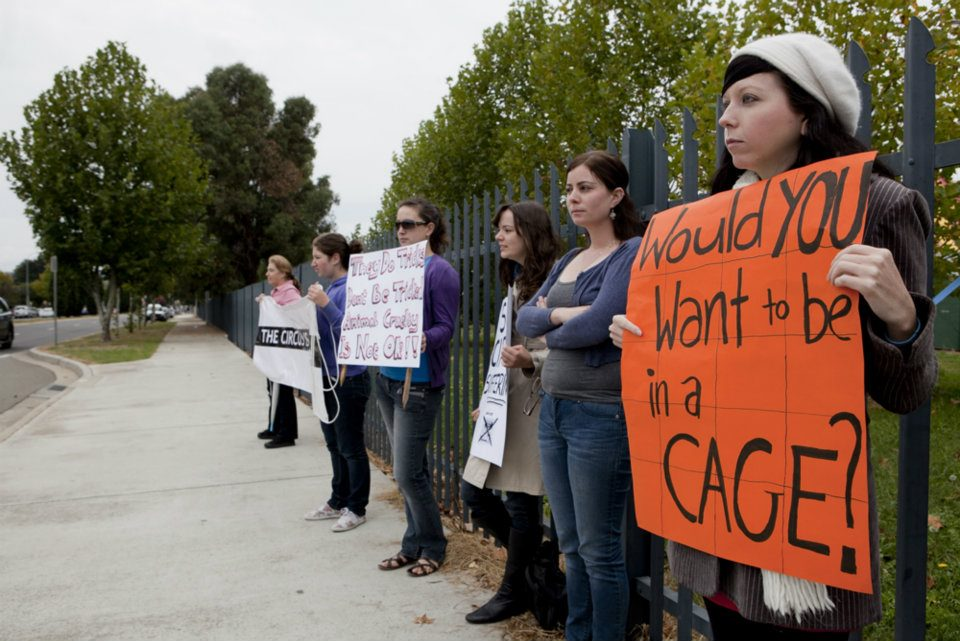
دوست داری داخل قفس باشی؟

بحث دربارهٔ اخلاق و رویکرد اخلاقی انسان‌ها دربارهٔ جانوران به گذشته‌های بسیار دور می‌رسد. نخستین اشاره‌ها به حقوق جانوران و رفتاری که انسان باید در برابر آن‌ها پیش گیرد تا اخلاق را رعایت کرده باشد، به یونان باستان بازمی‌گردد. در کل، دیدگاه‌های گوناگون دربارهٔ این‌که انسان باید چه رویکردی نسبت به جانوران دیگر در نظر گیرد به سه دسته اصلی تقسیم می‌شوند: دیدگاه «عدم التزام»، «التزام نامستقیم»، و «التزام مستقیم».
در دید کسانی که به عدم التزام انسان به داشتن دستگاه اخلاقی باور دارند، جانوران هیچ حقوقی ندارند و انسان‌ها می‌توانند با آن‌ها هر آن گونه که دوست دارند، رفتار کنند. افلاطون از جمله هواداران این دیدگاه بود و جانوران را «هیولاهای بی‌قانون» می‌خواند. دیگر باورمندان به این دیدگاه از جانوران «به مانند پتک و سنگ» نام برده‌اند؛ به آن معنا که همان گونه که پتکی می‌تواند سنگی را به هر شکل که خواست در بیاورد، انسان نیز می‌تواند جانوران را به هر روش دلخواه به زیر سلطه خود آورد.
باورمندان به «التزام نامستقیم» اما حقوق جانوران را نه به خاطر وجود خودشان، که برای ارتباطی که آن‌ها با انسان‌ها دارند، قابل تعریف می‌دانند. آن‌ها بر این باورند که اگرچه جانوران حقوق ندارند، اما این نمی‌تواند دلیلی برای انسان در برخورد ناشایست با آن‌ها باشد. در عوض، ما باید با احترام با آن‌ها برخورد کنیم چون این باعث برخورد احترام‌آمیز ما با همدیگر می‌شود. برای نمونه، هنگامی که با جانور خانگی کسی برخورد بد کنیم، انگار با آن شخص برخورد ناشایست کرده‌ایم.

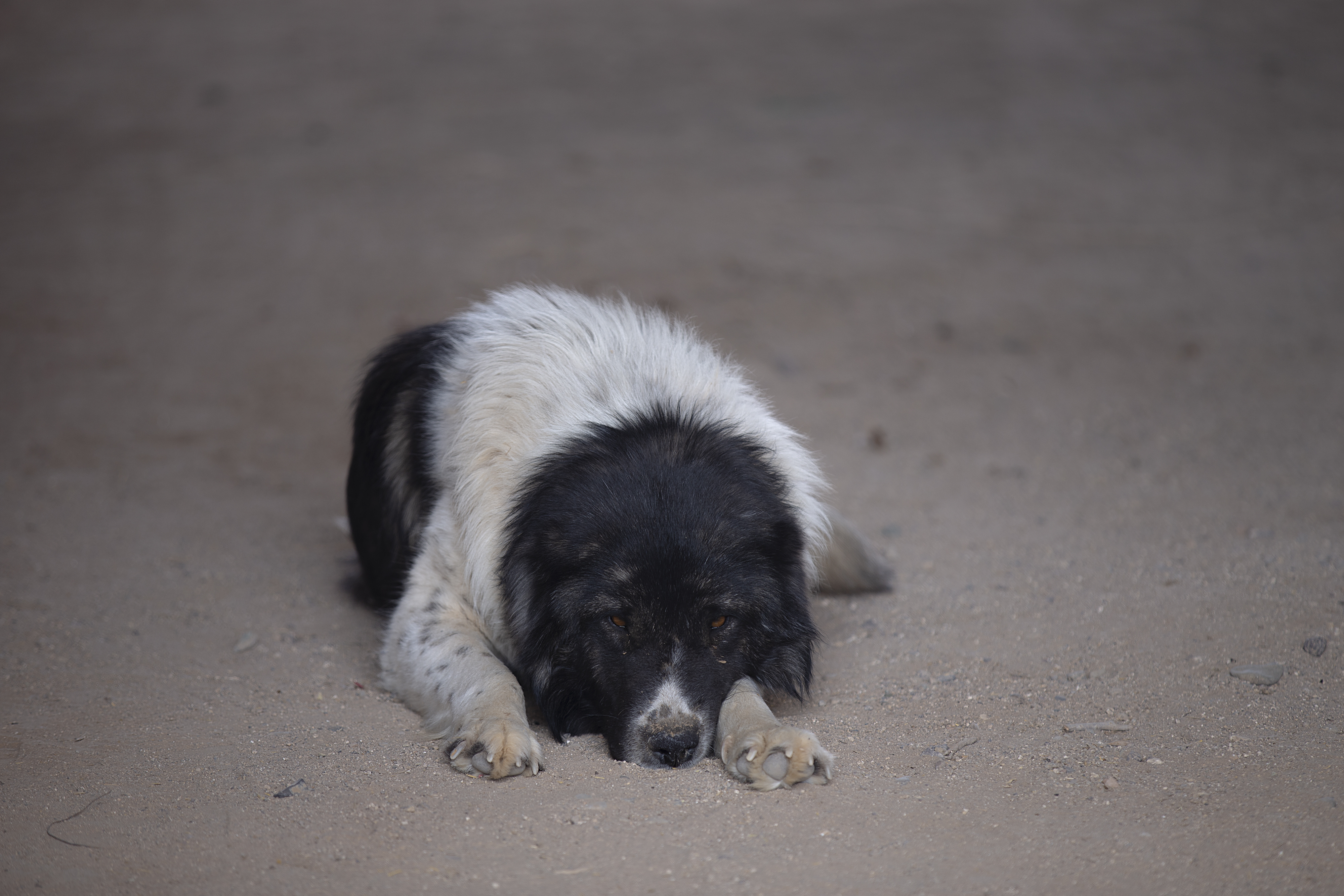
سگ از حیواناتی است که هزاران سال است در همزیستی با انسان است

رویکرد این دیدگاه در برابر جانوران وحشی نیز به همان صورت تعریف می‌شود: این‌که با جانوری رفتار شایسته داشته باشیم باعث می‌شود که با دیگران نیز رفتار شایسته در پیش گیریم. کانت و آکویناس از جمله هواداران این دیدگاه بودند. کانت می‌گوید: «کسی که به جانوران ستم کند، در ارتباطش با مردمان نیز ستمکار می‌شود». آکویناس نیز تلاش کرد تا دیدگاه مسیحیت نسبت به جانوران را با بهره‌گیری از کتاب مقدس تبیین کند. او بر این باور بود که اگرچه کتاب مقدس انسان را به زیر سلطه درآوردن جانوران وحشی فرا می‌خواند، در عین حال کارهایی همچون پوزه‌بند زدن بر روباه یا کشتار پرندهٔ همراه با جوجه‌اش را غیراخلاقی می‌داند.
موارد بسیاری برای درستی یا نادرستی دیدگاه التزام نامستقیم ارائه شده‌اند. برای نمونه، بررسی‌ها نشان می‌دهند که نوجوانانی که از دیدن شکنجه گربه‌ها لذت می‌برند پتانسیل بیشتری برای خلافکار شدن در بزرگسالی دارند. در سوی مخالف اما، کسانی نیز که به حقوق جانوران اهمیت می‌دهند همیشه بشردوست نمی‌شوند؛ نازی‌ها از جمله بزرگ‌ترین هواداران حقوق جانوران در طول تاریخ بوده‌اند ولی کشتارهای فجیعی ضد انسان‌ها داشته‌اند. اگرچه بررسی‌های روانشناسانه در رابطه با درستی این نگره پیشنهاد شده‌اند، تعدادی از فیلسوفان آن را به خاطر «ذات انسان‌محورانه‌اش» زیر سؤال برده‌اند و دیدگاه التزام مستقیم را مطرح کرده‌اند.

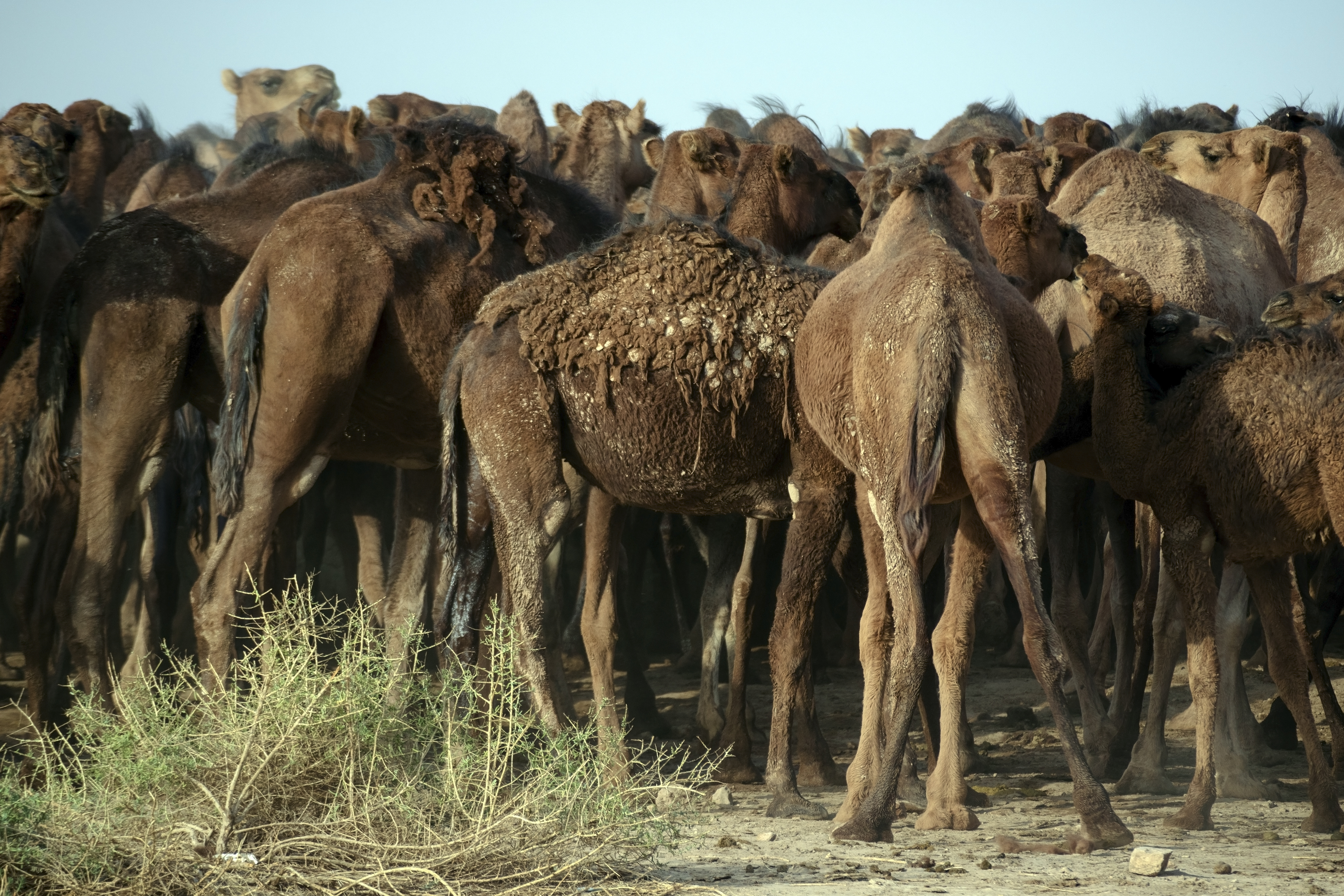
شتر از حیوانات بیابنگرد و رام شده توسط انسان است که هزاران سال است، به جهت مقاومت بالای بدنی در کویر توسط انسان‌های بیابان نشین مورد استفاده قرار گرفته‌است.

در دیدگاه التزام مستقیم، انسان‌ها به صورت مستقیم ملزم به رعایت اصول اخلاقی در برابر دیگر جانوران هستند. دو بنیان برای چنین دیدگاهی وجود دارد: فایده‌گرایی، وظیفه‌گرایی.
بر پایه فایده‌گرایی، انسان‌ها و جانوران هر دو «حساس» هستند و رفتار انسان باید در جهت افزایش شادی و لذت در جامعه حساسان و کاهش درد و رنج در میان آن‌ها باشد. کم کردن از بار رنج و درد جانوران خود عملی اخلاقی است و به گفتهٔ جرمی بنتام، انسان نباید از خود بپرسد آیا جانوری سخن می‌گوید یا توانایی استدلال دارد، بلکه باید بپرسد که آیا درد می‌کشد یا نه؟ پیتر سینگر از جمله هواداران کنونی اصلی این دیدگاه است. وی در کتاب نام‌دارش، رهایی جانوران، استدلال می‌کند که انسان‌ها باید پیش از اقدام به انجام هر کاری با خود بیندیشند که آیا با این کار شادی در میان همهٔ جانداران حساس بیشینه می‌شود یا نه؟ در صورتی که انسان به چنین چیزی نیندیشد، به نوعی گونه‌پرستی کرده‌است که عبارت است از ترجیح یک گونهٔ زیستی به دیگر گونه‌ها.

## توسعه دیدگاه

نقاشی بانویی با قاقم، اثری خلق‌شده از رنگ روغن روی چوب گردو - حوالی ۱۴۸۹ میلادی است و اکنون در مالکیت موزه ملی کراکف قرار دارد.

### در جهان باستان

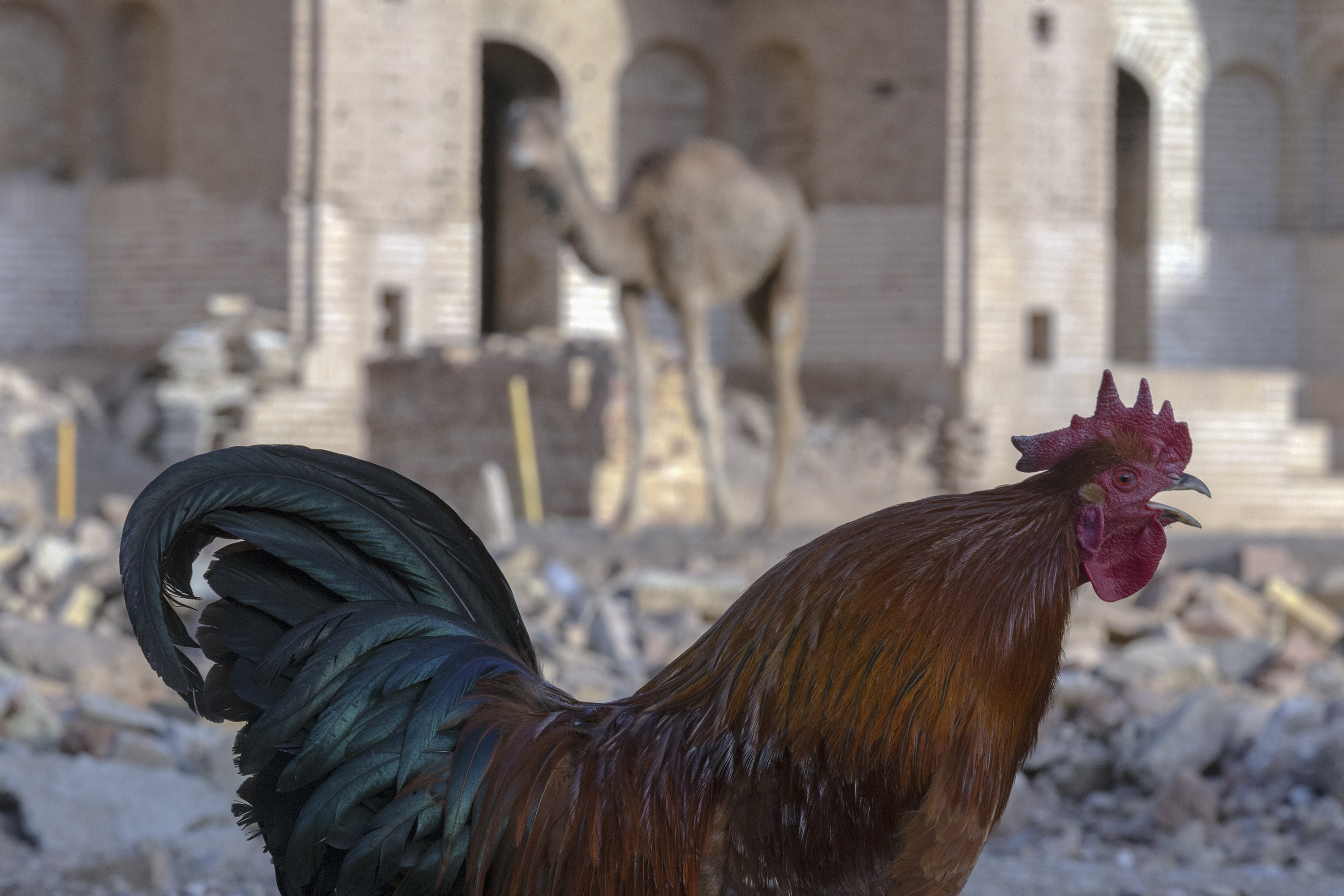
خروس در حال خواندن صبح گاهی

در یونان و روم باستان، تعدادی از فیلسوفان و اندیشمندان هوادار سرسخت حقوق جانوران بودند. قدیمی‌ترین نوشته‌ها دربارهٔ ترجیح گیاه‌خواری به کشتن جانوران بر پایهٔ اصول اخلاقی مربوط به افلاطون است. سیسرو، اپیکور، هرودوت، هوراس، اووید، پلوتارک، سنکا، و ویرژیل نیز همگی از «دیوانگانِ جانوران» بودند.

### سده هفدهم

#### جانوران به مثابه ماشین‌های طبیعت
در سدهٔ هفدهم میلادی، اندیشه‌های رنه دکارت، که متأثر از دیدگاه‌های مذهبی وی بودند، تأثیر بزرگی در نگرش انسان‌ها نسبت به حقوق جانوران تا مدت‌های زیادی گذاشت. دکارت تفاوتی مطلق میان ذات آدمی و جانوران گذاشت و آن‌ها را قابل مقایسه با آدمی ندانست. به باور او، جانوران «ماشین‌های طبیعت» بودند که اگرچه می‌خوردند، می‌دیدند، و می‌شنیدند، اما به عنوان یک ماشین هیچ حسی نداشتند و نمی‌توانستند درد را متوجه شوند. استدلال او چنین بود که چگونه خداوند می‌تواند به جانوران درد را بچشاند، حال آن‌که آن‌ها بی هیچ گناهی به دنیا می‌آیند و نباید مستحق درد کشیدن باشند. چنین اندیشه‌ای باعث شد که خود از جمله تشریح‌کنندگان زندهٔ جانوران شود و برای نمونه، سگ‌ها را به تخته‌ای میخ‌کوب کند و بدنشان را از هم بگشاید تا چرخش خون در بدن آن‌ها را مشاهده کند.

### سده بیستم

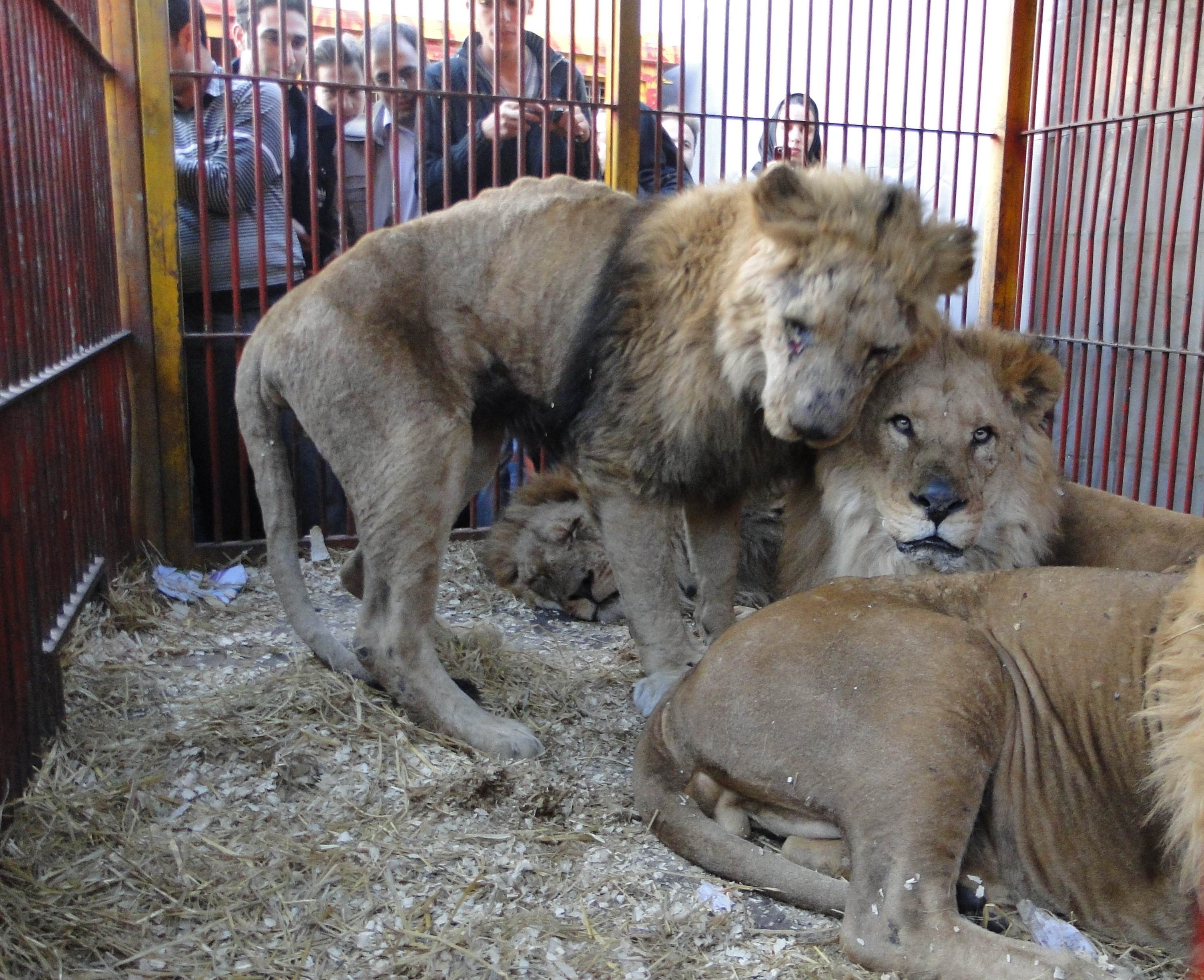
شیر زخمی در قفس

حزب ناسیونال سوسیالیست کارگران آلمان
پس از رسیدن به قدرت در ۱۹۳۳ پیشرفته‌ترین قوانین حفاظت از حیوانات در اروپا را وضع کرد. به نوشته کاتلین کیت این اولین تلاش یک حکومت برای شکستن مانع بین گونه‌ها، دوگانگی سنتی بین انسان و حیوان بود. انسان به عنوان یک گونه با آریایی‌ها در صدر سلسله مراتب، و در پی آن گرگ‌ها، عقاب‌ها و خوک‌ها جایگاه مقدسش را از دست می‌دهد، و یهودیان و موش‌ها در قعر قرار می‌گیرند. کیت می‌نویسد: «این بدترین پاسخ به مسئلهٔ رابطهٔ ما با دیگر گونه‌ها بود».

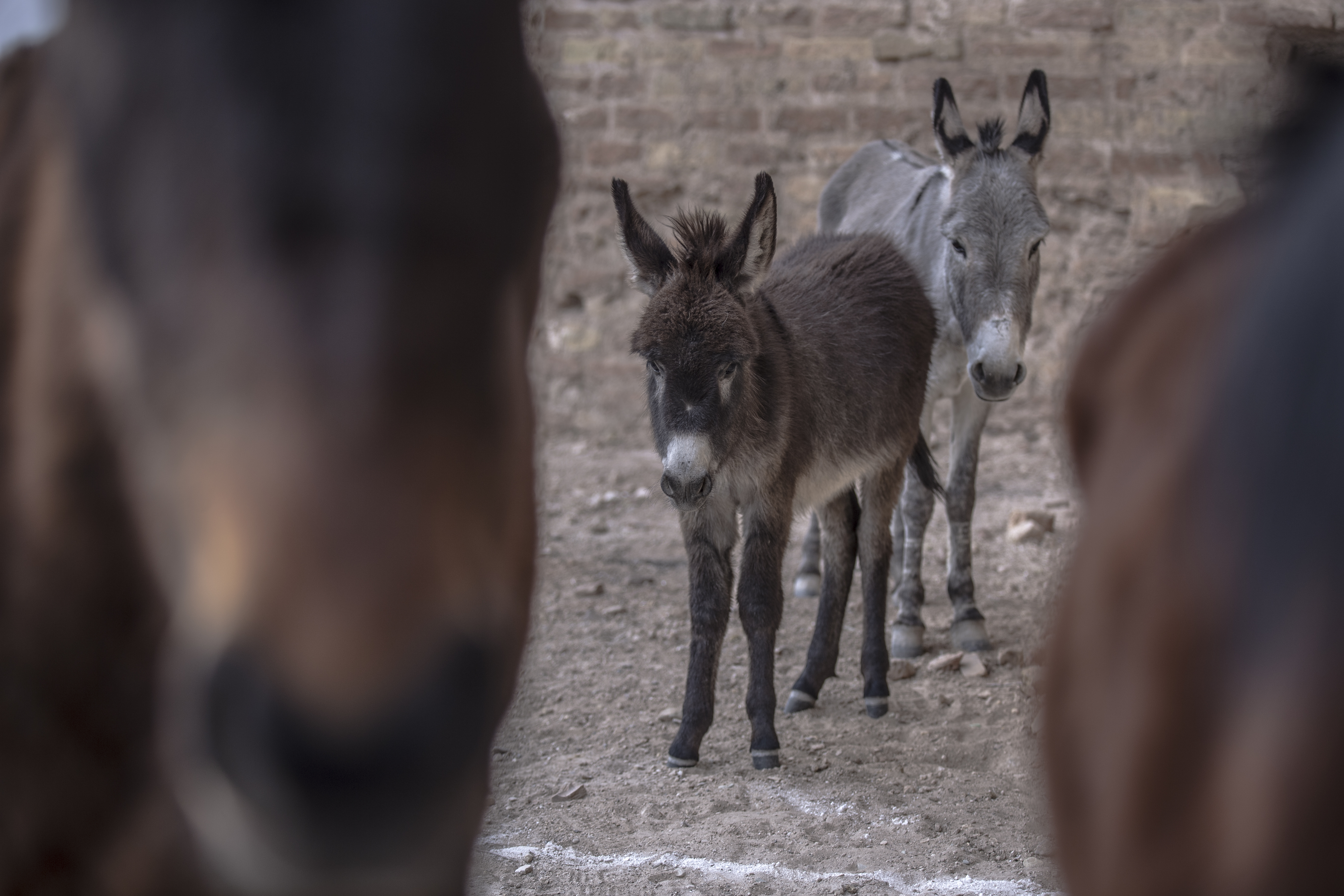
ماده الاغ به همراه کره خود

## بهره‌گیری در پژوهش‌های علمی

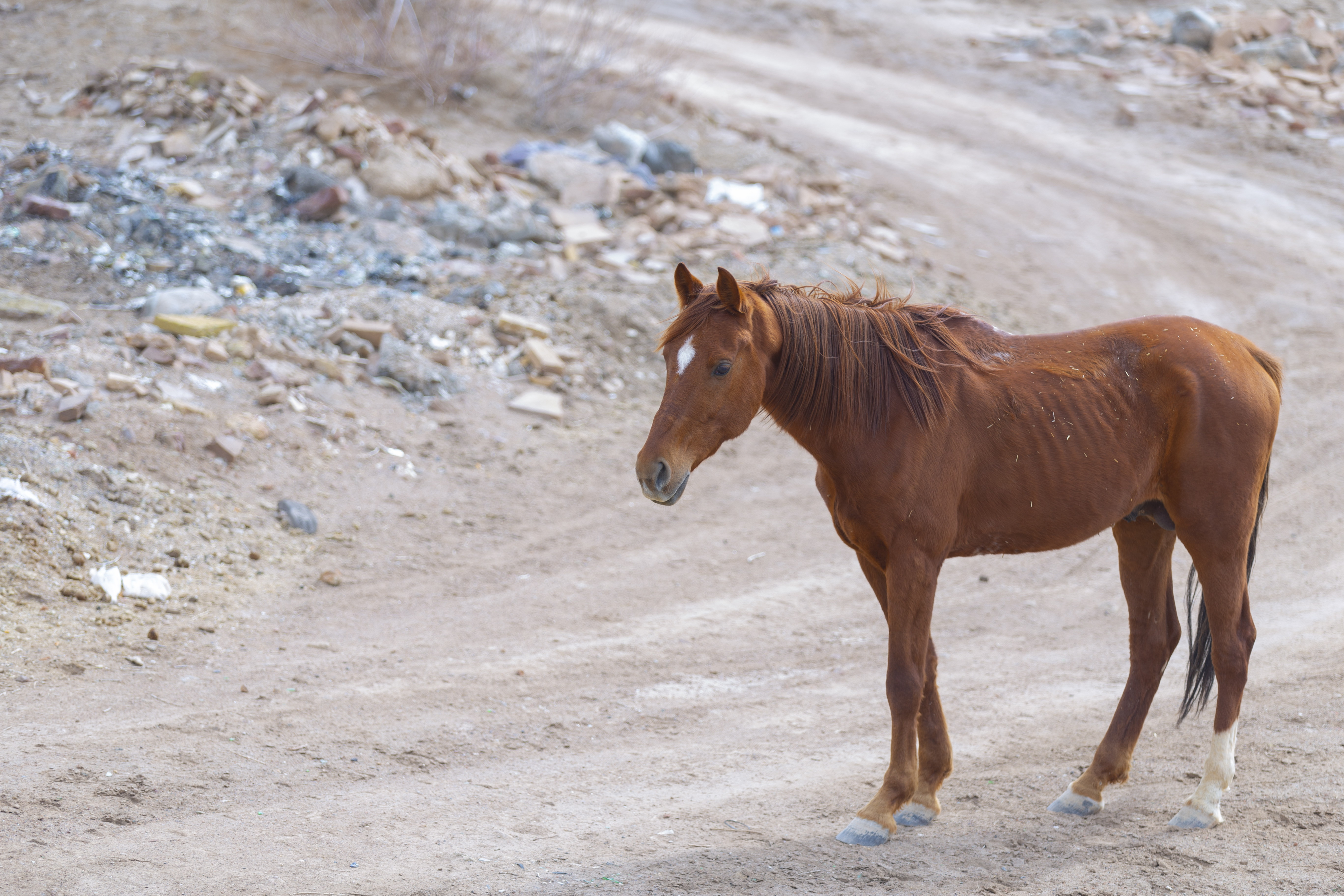
اسب از چهارپایانی که انسان همواره به جهت تفریح و نیاز از آن استفاده کرده‌است

با آغاز انقلاب پزشکی و افزایش آگاهی انسان‌ها نسبت به دانش پزشکی، جانوران بخش جدایی‌ناپذیری از آزمایش‌های علمی بشر شدند. با گسترش دانش و افزوده شدن شاخه‌های نوینی چون میکروب‌شناسی، عصب‌شناسی، و مهندسی پزشکی به پزشکی و نیز گسترش پژوهش بر دانش‌هایی چون علوم فضا، جانوران بیشتر و بیشتری در آزمایشگاه‌ها زیر آزمایش قرار گرفتند. امروزه تخمین زده می‌شود که بر روی ۲۰۰ تا ۲۵۰ میلیون جانور در آزمایشگاه‌های سراسر جهان آزمایش‌های علمی انجام می‌شود. از این جانوران برای اهداف گوناگونی بهره گرفته می‌شود که از آن جمله می‌توان به این موارد اشاره کرد: پژوهش‌های بنیادین زیستی، پژوهش‌های کاربردی پزشکی، تهیه دارو، آزمایش مواد مصرفی همانند مواد آرایشی و افزودنی‌های خوراکی و کودها، بهره‌گیری در موسسات آموزشی برای دانشجویان، و به‌کارگیری آن‌ها برای بیرون کشیدن مواد دارویی همچون سرم.
هواداران بهره‌گیری از جانوران برای این منظورها اغلب آن‌ها را روش‌هایی برای بهبود تندرستی بشر و در راه کمک به بقای آن به‌شمار می‌آورند. این دیدگاه در راستای اندیشهٔ فایده‌گرایی قرار می‌گیرد. مخالفان این نظر بر این باورند که در هنگام در نظر گرفتن سود این آزمایش‌ها، باید سود کلی آن برای همهٔ جانداران حساس در نظر گرفته شود و تنها برای انسان در نظر گرفته نشود.
تعداد زیادی از جانوران به کار گرفته شده در راه آزمایش، آن‌هایی هستند که برای تست مواد شیمیایی و بهداشتی به کار می‌روند. از آن‌جا که قوانین FDA حکم می‌کنند که آسیب‌های احتمالی هر کالایی پیش از ارائه به بازار باید توسط سازنده بررسی شوند، بسیاری از شرکت‌های دارویی و بهداشتی اقدام به بهره‌گیری از جانوران به عنوان نمونه‌های نزدیک به بشر کرده‌اند. در بعضی موارد، همچون آزمون دریز که در آن مواد شیمیایی را به درون چشم خرگوش‌ها می‌ریزند تا التهاب‌زایی آن در انسان را آزمایش کنند و واکنش‌های مردمی نسبت به غیراخلاقی بودن آزمایش، باعث قطع انجام آزمایش توسط بنیادهای آموزشی و آرایشی شده‌است.
امروزه اما روش‌های نوینی برای بهره‌گیری از بافت‌هایی که از بدن جانوران زنده تهیه نشده‌اند ارائه شده و چندین فروشندهٔ بزرگ کالاهای آرایشی، برای نمونه بادی شاپ، آزمایش بر جانوران را به پایان رسانده‌اند. چنین چیزی سود سرشاری برای این شرکت‌ها به ارمغان آورده و این می‌تواند به دلیل جایگاه برتر اخلاقی آن شرکت‌ها نسبت به رقبایشان در ذهن خریدار بوده باشد. پژوهش‌های جدید نشان داده‌اند که بافت‌های جایگزین نه تنها از لحاظ اخلاقی دست بالا را دارند که اغلب نتیجهٔ بهتر و دقیق‌تری نسبت به بافت‌های جانوری در اختیار می‌گذارند.

## حقوق جانوران و گیاه‌خواری
ذات بشر و این‌که آیا بشر نیازی به خوردن دیگر جانوران برای ادامهٔ زندگی دارد از جمله بحث‌های همیشگی در میان اندیشمندان، فیلسوفان، دینداران، و دانشمندان بوده‌است. چنین بحث‌هایی، چه در میان موافقان حقوق جانوران و چه در میان مخالفان آن، اغلب منجر به این پرسش می‌شده‌اند که آدمی باید کدام روش غذاخوردن را برگزیند که در آن جانوری کشته نشود؟ از این رو، گیاه‌خواری و ارتباط آن با حقوق جانوران از گذشته تاکنون مورد کنکاش بوده‌است.
اگرچه متن‌های کوتاه و جسته و گریخته‌ای از شخصیت‌هایی در طول تاریخ که گیاه‌خواری را به عنوان روش زندگی برگزیده‌اند، موجود هستند، نخستین متن مستند که ارتباط میان گزیدن رژیم غذایی گیاهی و احترام به حقوق جانوران را مطرح می‌کند، نوشته‌های پلوتارک است. او در این نوشته‌ها، که به هنگام جوانی به رشته نگارش درآورده، به شدت از گیاه‌خواری و لزوم دست کشیدن از کشتن جانوران دفاع می‌کند؛ اگرچه به نظر می‌رسد که بعدها این نظر خود را ملایم می‌کند. به گفتهٔ او، میوه‌ها بر روی زمین آنچنان به وفور یافت می‌شوند که آدمی نیازی به خوردن گوشت جانوران ندارد و چنین چیزی غیرضروری و ناموجه است. او همچنین این پرسش را مطرح می‌کند که چرا و چگونه برای نخستین بار، انسانی گوشت خون‌آلود یک جانور را در دهان گذاشته‌است.
باور به حقوق جانوران اما تنها به گیاه‌خوار مطلق شدن نمی‌انجامد. برای نمونه، اگرچه فرانسیس آسیزی قدیس علاقهٔ بسیاری به جانوران و حقوقشان داشت، به گفته دانیل دومبروفسکی «فرانسیس قدیس یکی از نام‌دارترین عاشقان جانوران به‌شمار می‌رفت که عشق خود را به آن‌ها با خوردنشان ابراز می‌کرد.» نمونهٔ دیگر، جرمی بنتام است که نوشته‌هایش همواره مورد استناد هواداران حقوق جانوران قرار می‌گیرد و از جمله برای پشتیبانی از اندیشه گیاه‌خواری مصرف می‌شوند، ولی خود گیاه‌خوار نشد و تنها وجدان خود را با این‌که «جانوران غذایی به سرعت و با کمترین درد کشته شوند»، آرامش بخشید.

## اهمیت به رفاه جانوران

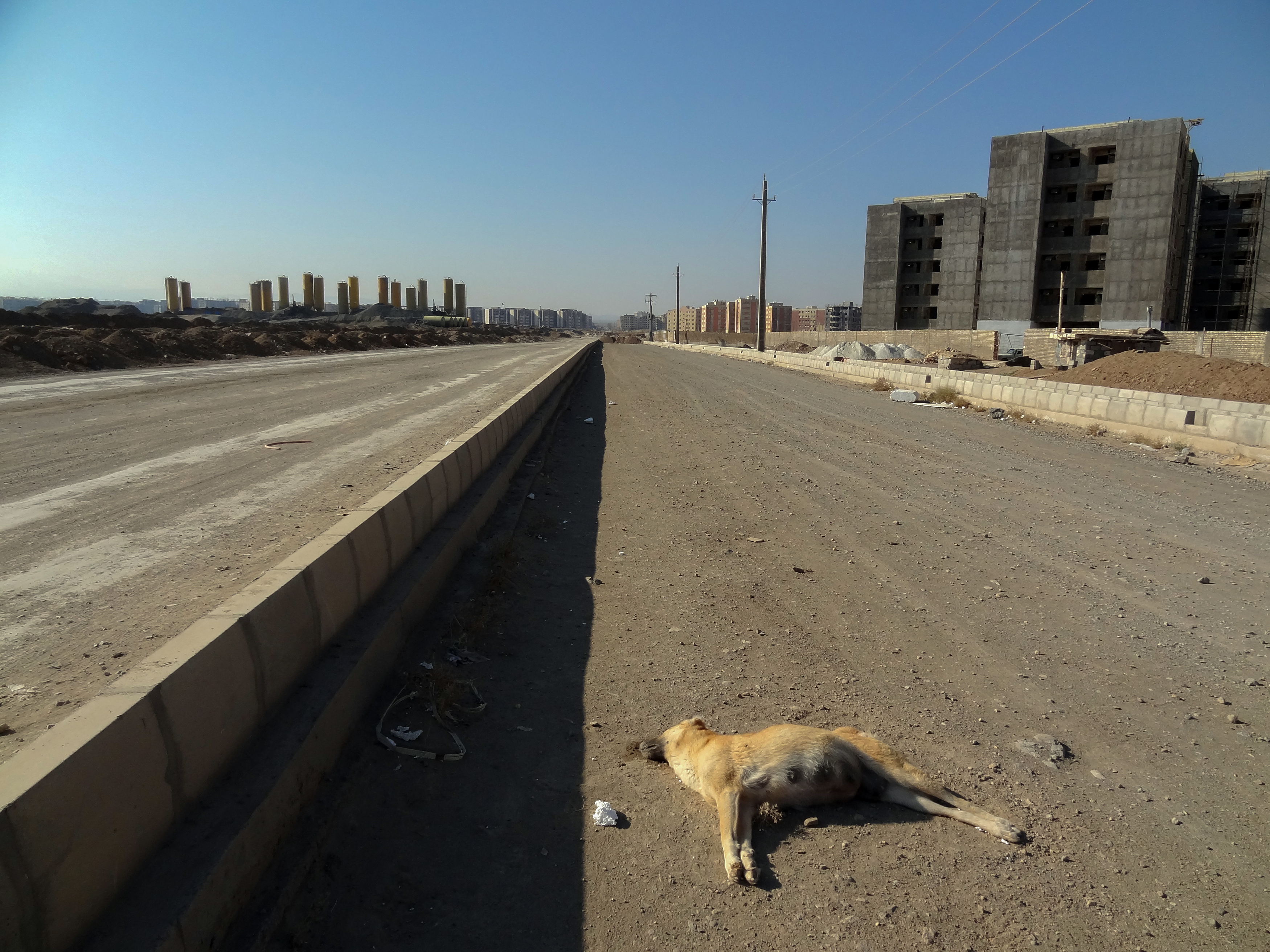
کشته شدن یک سگ در حوالی شهرک نوساز پردیسان قم

رفاه جانوران به معنای احترام به حقِ آسایشِ جانوران برای زندگی و افزایشِ استاندارد رفاه آنان با حمایتِ قانون و قانون‌گزاری با رویکردِ حمایت از جانوران است. نگرانی طرفدارانِ رفاه جانوران شامل کشتار جانوران برای غذا یا از رویِ تفریح، استفاده از آنان برای تحقیقات علمی، بهره‌گیری از آن‌ها در باغ‌وحش، سیرک، کار در مزارع است. شکارِ غیرقانونی در حیاتِ وحش نیز موجب کاهش ذخیرهٔ غذایی گوشت‌خواران و پیامدِ آن، انقراض تدریجی جانوران حیات وحش است.

## از دیدگاه دین‌ها
چون هیچ نیست که برای مرگ دست‌نیافتنی باشد. همهٔ جانداران از حیات خود خرسند هستند، زِ درد گریزانند، لذت را می‌پسندند، از نابودی بیزارند. زین روی، همه حیات محبوب است.

مهاویرا، بنیان‌گذار آیین جین
دین از سه راه بر رفتار انسان نسبت به جانوران تأثیر می‌گذارد: نخست تغییر نگرش او و این‌که انسان چگونه جایگاه خود و دیگر جانوران را با معیار دین می‌سنجد. از این دید، دین‌های ابراهیمی اگرچه حقوقی برای جانوران قائل می‌شوند، همواره جانوران را در مرتبهٔ پایین‌تری از «وجود» نسبت به انسان‌ها قرار می‌دهند. دوم، نقش دین در ساختن «ارزش» است و این‌که انسان‌ها چه ارزشی برای جان دیگر جانوران قایل هستند. برخلاف باورهای رایج در میان مسیحیان و یهودیان که بر پایه آن جانوران را آفریده خداوند برای خدمت به بشر می‌دانستند، باورمندان به آیین‌های شرقی بر پایهٔ باور به آهیمسا کشتار جانوران را نادرست می‌دانستند. در نهایت، دین روش برخورد انسان را نسبت به جانوران نیز تحت تأثیر قرار می‌دهد. شریعت و کردار دینی تعریف شده در هر آیینی، به رفتار انسان‌ها در برابر دیگر جانداران سمت و سو می‌دهد و چنین چیزی می‌تواند اشکالی از احترام به حقوق جانوران را نیز شامل شود.
دین‌های ابراهیمی رویکردهای گوناگون و گاه متضادی نسبت به هم در زمینه ایجاد نوعی سامانه حقوقی برای جانوران در پیش گرفتند. در یهودیت، قربانی کردن جانوران اهلی همچون گاو و گوسفند برای رهایی دادن انسان از آلودگی گناه‌ها انجام می‌شود و در زمینهٔ ذبح قوانین ویژه‌ای در تورات ذکر شده‌اند. انجام عمل قربانی کردن پس از نابودی دوم هیکل سلیمان کنار گذاشته شد، اگرچه بعضی متون ارتودوکس یهودیان به از سرگیری دوبارهٔ قربانی کردن‌ها در هیکل تشویق می‌کنند. در متن‌های مقدس آیین مسیحیت اگرچه اشارهٔ مشخصی به رابطهٔ میان انسان و جانداران دیگر نشده‌است، برداشت‌های آغازین برآمده از این متن‌ها گونه‌ای «تسلط» انسان بر جانوران را در خود پرورش داده‌اند که در طول تاریخ تمدن غرب باعث بی‌تفاوتی و گاه سوءاستفاده از جانوران شده‌است.
بر خلاف مسیحیت، رابطهٔ میان انسان و جانوران در اسلام به روشنی بیان شده‌است و این از میان نوشته‌های قرآن و رفتار محمد (حدیث) آشکار است. در اسلام، جانداران جز انسان دارای احساسات و علایق ویژهٔ خود هستند و اگرچه جایگاه انسان به عنوان «خلیفه الله» بالاتر از آن‌ها گذاشته شده، انسان‌ها به به‌کارگیری مسئولانهٔ این نقش فراخوانده شده‌اند.
در فقه اسلامی، قوانین ویژه‌ای برای رعایت اخلاق در برابر جانوران ذکر شده‌است. این قوانین شامل روش کشتن جانوران، عدم خشونت در هنگام ذبح، و رفتار اخلاقی با جانوران اهلی می‌شوند. سیرهٔ محمد در شکل‌گیری نگرش مسلمانان به حقوق جانوران نقش مهمی داشته و بسیاری از قوانین فقهی اسلامی دربارهٔ این مسئله برآمده از آموزه‌های پیامبر در هنگام زندگیش هستند. از جمله پیشرفته‌ترین موارد از این دست، برقراری بعضی محدوده‌های ویژه با نام «حرم» بوده‌است که در آن‌ها هیچ جانوری نباید کشته می‌شد یا به آن تعرضی صورت می‌گرفت. در حدیثی از محمد، او مکه را «حرم امنی» می‌نامد که در آن «شاخهٔ درخت‌اش را نباید شکست و جانور وحشی‌اش را نباید رماند.»
در دین زردشتی جانداران ارجی بسیار داشتند تا آن‌جا که یکی از اَمشاسپندان که نامش «بهمن»، به معنای «اندیشهٔ نیک»، است موکل و پشتیبانِ جاندارانِ سودمندِ سراسرِ گیتی و مظهری از خردِ آفریدگار بود. همچنین اگر کسی، جانداری همچون گاو یا گوسفند یا خر یا سگ یا گربه‌ای را می‌آزرد نه تنها آن جانورِ را آزرده بود که در واقع، «بهمن» را که نگهبانِ جانوران است از خویشتن آزرده کرده بود و چنین، ارجِ جانداران تا بدان پایه است که یکی از مهم‌ترین جشن‌های ایرانی، «جشنِ بهمنگان»، که در بهمن‌روز از بهمن‌ماه، برابر با دوم بهمن‌ماهِ باستانی (۲۶ دی به گاهشماریِ امروز)، برگزار می‌شود، ویژهٔ ستایش از جانورانِ سودمند و پاسبانِ آنان، یعنی بهمن (اندیشهٔ نیک) است.
در مقایسهٔ کلی با دین‌های ابراهیمی، میان آیین‌های برآمده از شرق ارزش بیشتری به جانوران داده می‌شود و تفاوت میان انسان و دیگر جانداران کمتر از تفاوت گذاشته شده در دین‌های ابراهیمی است. در این دین‌ها، باور به تناسخ باعث ایجاد نوعی ارتباط میان انسان‌ها و جانوران در گذشته و حال یک شخص می‌شود و اگرچه انسان‌ها در بالاترین رتبهٔ اخلاقی در گیتی قرار می‌گیرند، آزار رساندن و کشتار جانداران ناپسند شمرده می‌شود. برای نمونه، در آیین هندو، باور بر این است که خدایانی چون راما و کریشنا به شکل جانورانی چون فیل پای بر زمین گذاشتند و ازین رو، احترام به آن جانوران واجب است. در سریما باگاواتام  آمده که «هر کس باید با جانورانی چون آهو، شتر، خر، میمون، مار، پرنده، و حشرات آن‌گونه رفتار کند که با فرزند خود».
تأثیرات باور به این دین‌ها و نیز آهیمسا هنوز نیز در میان جامعهٔ هند دیده می‌شود. برای نمونه، گاوها در هند به سادگی در خیابان‌ها راه می‌روند و کسی به آن‌ها معترض نمی‌شود. این همنشینی مسالمت‌آمیز انسان‌ها و جانوران در این کشور را همچنین می‌توان به بافت اقتصادی و نیاز جوامع هند به چنین زندگی توأمان و احترام به محیط زیست ربط داد.

## یادداشت
1. ↑  ایالات متحده به تنهایی ۱۰۰ میلیون عدد از این جانوران را به خود اختصاص داده‌است: ۵۰ میلیون موش خانگی، ۲۰ میلیون موش صحرایی، و ۳۰ میلیون جانور از انواع دیگر از جمله ۲۰۰٬۰۰۰ گربه و ۴۵۰٬۰۰۰ سگ.
2. ↑  برای نمونه، نگاه کنید به سفر آفرینش ۱:۲۸